# グリココール酸
グリココール酸（Glycocholic acid）は、脂肪を乳化することのできる透明な胆汁酸である。胆汁酸であるコール酸がグリシンと抱合したものである。哺乳類の胆汁酸で、ナトリウム塩に変化する場合もある。
ヒトの胆汁酸のうちの三分の二程度はこの物質である。生合成はコリルCoAとグリシンの反応である。